# Högholmen (vid Pellinge, Borgå)
För andra betydelser, se Högholmen (olika betydelser).
Högholmen är en ö i Finland. Den ligger i Finska viken och i kommunen Borgå i den ekonomiska regionen  Borgå i landskapet Nyland, i den södra delen av landet. Ön ligger omkring 49 kilometer öster om Helsingfors.
Öns area är 3,6 hektar och dess största längd är 330 meter i nord-sydlig riktning. Ön höjer sig omkring 20 meter över havsytan.